# Andrew Scheer

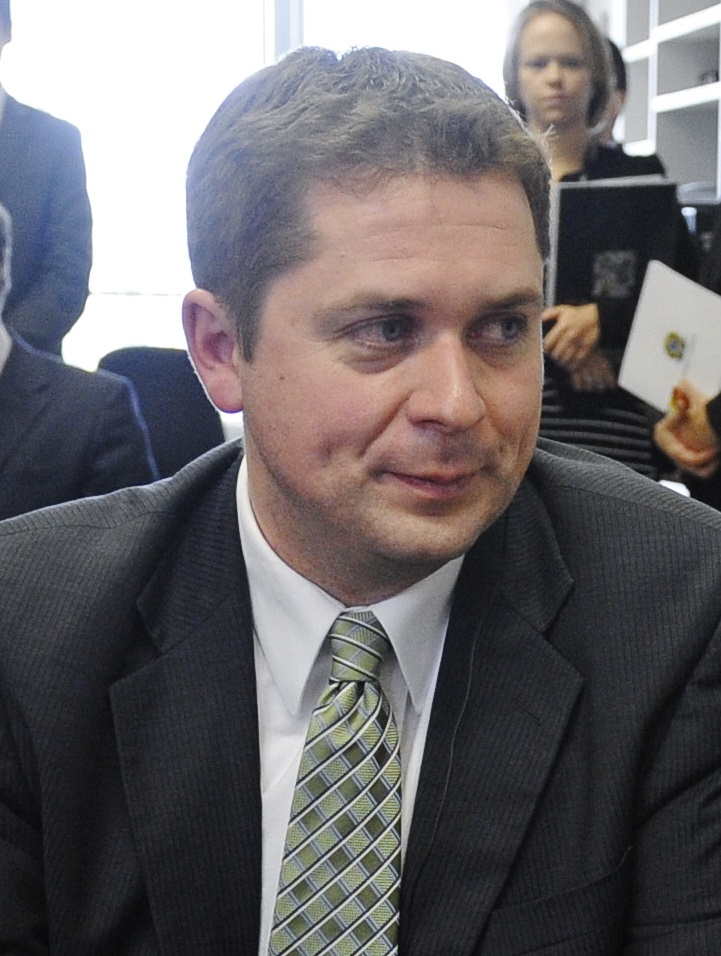
Andrew Scheer (2015)

Andrew Scheer (* 20. Mai 1979 in Ottawa) ist ein kanadischer Politiker der Konservativen Partei, deren Vorsitzender er von 2017 bis 2020 war.

## Leben
Scheer studierte Politik und Geschichte an der Universität Ottawa. Seit 2004 ist er Abgeordneter im kanadischen Unterhaus. Scheer war vom 2. Juni 2011 bis 3. Dezember 2015 als Nachfolger von Peter Milliken der Parlamentspräsident des kanadischen Unterhaus. Scheer ist verheiratet und hat fünf Kinder. Er wohnt mit seiner Familie in Regina, Saskatchewan.
Scheer wurde von der russischen Regierung infolge der Annexion der Krim durch Russland  mit einem Einreiseverbot nach Russland belegt.

## Programm
Scheer zählt zum wirtschaftsliberalen Flügel seiner Partei. Er strebt einen ausgeglichenen Haushalt an. Er kündigte mehrfach an, die CO2-Steuer abschaffen zu wollen, um die Steuerlast für Bürger und Unternehmen zu senken. Dem Pariser Klimaschutzabkommen stand er zunächst kritisch gegenüber, änderte seine Einstellung jedoch ab 2017.
In der Flüchtlingsfrage solle sich Kanada vor allem auf die Aufnahme jener konzentrieren, die am meisten bedroht sind, u. a. religiöse Minderheiten im nahen Osten wie Christen oder jene, die aufgrund des Abfalls vom Islam mit dem Tode bedroht sind.
Er kündigte an, im Falle eines Wahlsieges Jerusalem als Hauptstadt Israels anerkennen zu wollen.